# Fotografie aktu

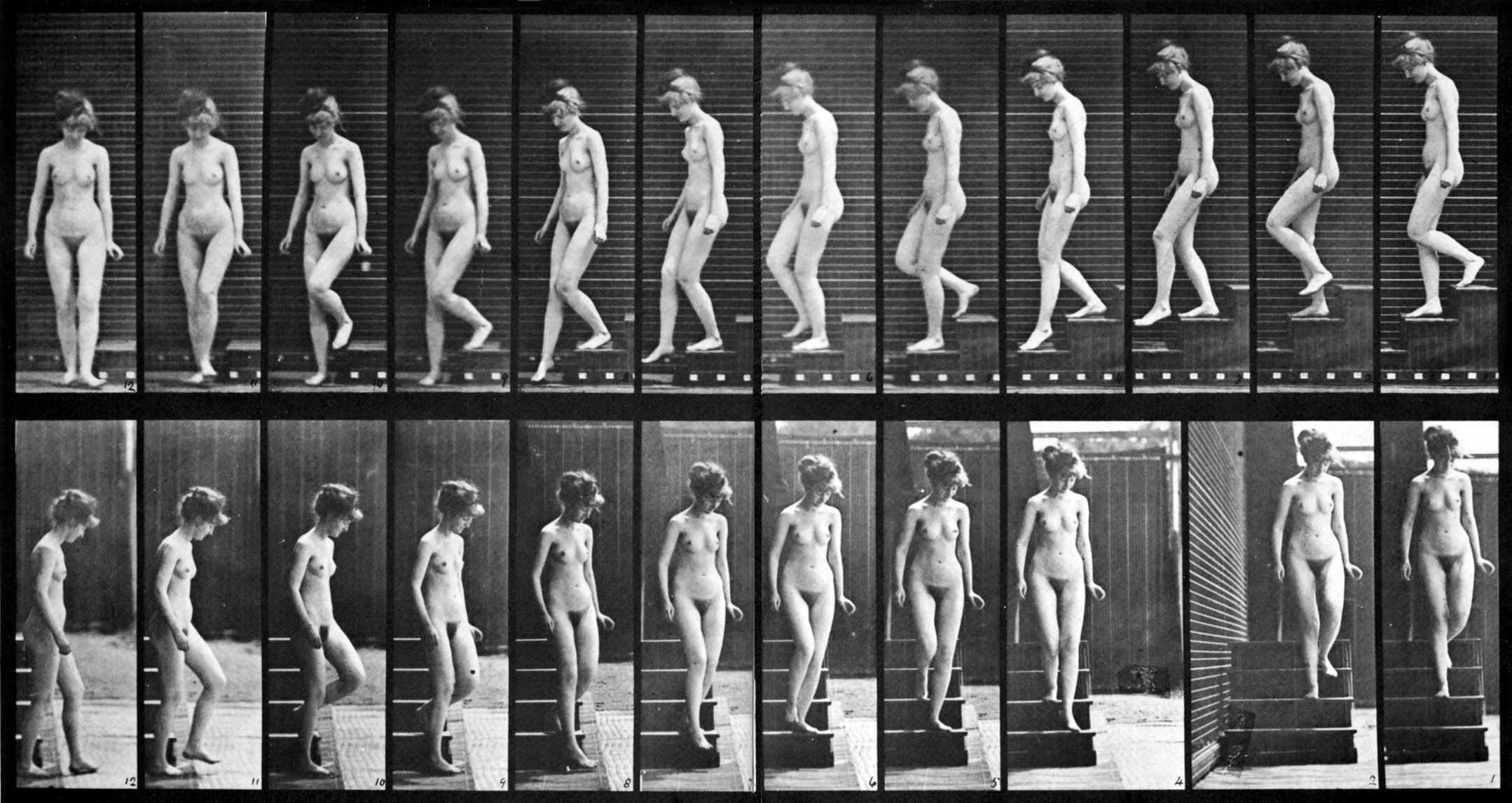
Eadweard Muybridge: Žena scházející po schodech, studie pohybu, 1887

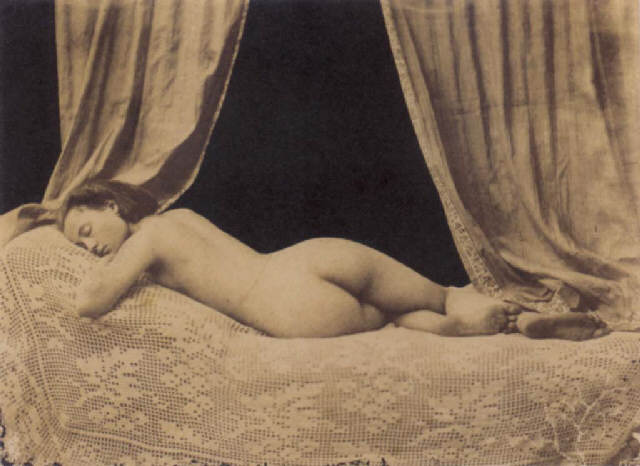
Félix-Jacques Moulin: Akt, okolo 1850

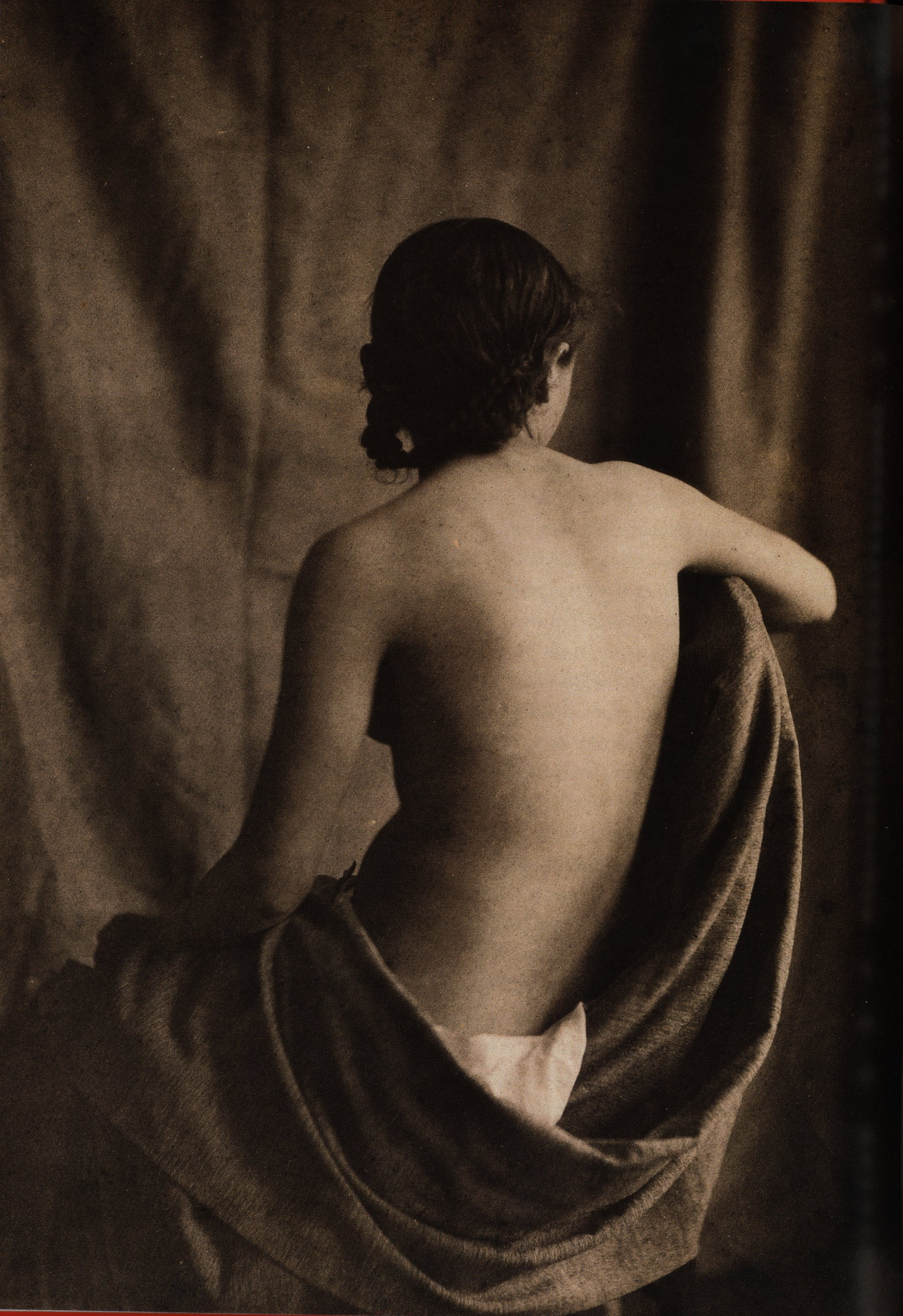
Jedna z prvních fotografií aktu, E. Delacroixe a Eugène Durieua z roku 1853, která sloužila Delacroiovi jako předloha

Fotografie aktu je umělecký fotografický směr, jehož tématem je zobrazení zcela nahého (akt) nebo částečně odhaleného lidského těla (poloakt). Vychází z malby. Akt (fotografický anebo jiný) je sám o sobě zdrojem estetického zážitku pro vzdělaného diváka, ale také pomůckou pro všechny ostatní diváky, jak usměrnit vztahy k nahému tělu od vulgární sexuality k estetické reakci. Akt by měl ukázat, jak tělo opravdu vypadá z estetického hlediska, a přiblížit rozdíl mezi nahým tělem ve skutečnosti a jeho obrazem v umění.

## Historie
Důvody zobrazování nahého těla byly v jednotlivých epochách historie lidstva různé. Fotografie přišla ještě v období symbolické a mytologizující výjevové malby a napodobuje ji. Tento směr relativně rychle mizí a prosazuje se estetická fotografie. Zájem o erotické tělo vede k nadprodukci fotografické pornografie, která se velmi rychle rozmnožuje a byla lacinější než objekt samotný. Prostituce tělem se změnila na prostituci vzhledem. Mužské akty se vyskytovaly častěji v raných počátcích fotografie.
Pionýrem fotografie aktu byl Eadweard Muybridge (1830–1904), který studoval a dokumentoval pohyb ženského i mužského těla a na vědecké bázi spolupracoval s lékaři a fyziology. Průkopníci fotografie aktu zpočátku zobrazovali nahé tělo tak, jak bylo obvyklé v malířství. Například francouzský fotograf Félix-Jacques Moulin (1802–1875) nebo Henry Peach Robinson, který ke svým fotografickým kompozicím dělal nejdříve kreslené náčrtky. Podle nich fotografoval postavy, které vystřihoval a lepil na vhodné pozadí. Celek pak znovu fotografoval.
Počátek dvacátého století byl zlatým věkem erotické fotografie, jejich autoři se však skrývali za anonymitou. Pohled na morální a etické záležitosti aktu se měnily v průběhu let. Stáří modelů se pohybovalo mezi 20 až 24 lety a bývalo vždy uvedeno. Objevila se občas modelka, které bylo pouze 14 let, v moderní době by autor pravděpodobně neunikl soudu. V té době musel být respektován zákon ze dne 16. března 1899, později – 7. dubna 1908 – byl vydán přísnější, podle kterých musely být erotické časopisy prodávány nebo dodávány v zapečetěných obálkách. Jednalo se v podstatě o erotické poštovní pohlednice, které pravděpodobně hrály velkou roli na příjmu fotografů.
V rámci cenzury v polovině roku 1908 byly všechny obrázky v časopisech retušovány, byly opatřovány závojem, modelkám byly přidávány kalhotky nebo se upravovalo a retušovalo pubické ochlupení. Cenzura trvala až do začátku 70. let, s výjimkou Japonska, kde byla erotická fotografie stále ještě zakázána a samozřejmě také v zemích se silným náboženským založením.
Mnoho pozdějších novodobých fotografů, jako například Edward Weston, Ruth Bernhard a Jerry Avenaim, dávali přednost zobrazení linií a křivek těla jako umělecké vyjádření. Snažili se tak vytvořit definici erotického umění jako opozici k erotice a pornografii.
Základním cílem pornografie je snaha vyvolat sexuální reakci samu o sobě. K tomuto účelu se používají „vzrušující“ postoje, mnohoslibné náznaky, modelky s přehnaně výraznými pohlavními znaky, často abnormálními. Pokud chce nahá žena získat erotickou hodnotu, musí ji trochu zahrát, musí být vhodným způsobem upravená a „naservírovaná“. Důležitou úlohu přitom hraje tvář a rekvizity, kterými je tělo obklopeno. Zpravidla jde o reálné prostředí, koupelnu, zrcadlo, postel, nebo scéna na seně, v lese nebo v poli. Velmi častá je takzvaná erotická lež. Erotický efekt se vyrábí všemi prostředky a způsoby. Divák může mít dojem, že vidí vášnivé sexbomby. Ve skutečnosti mají modelky co dělat, aby se velká ňadra vhodným sklonem těla dostala do esteticky přijatelné formy. Významnou úlohu hrají vyšpulené rty, natáčení boků, vystrkování zadku, vypínání na špičky, tisknutí ňader k sobě a podobně

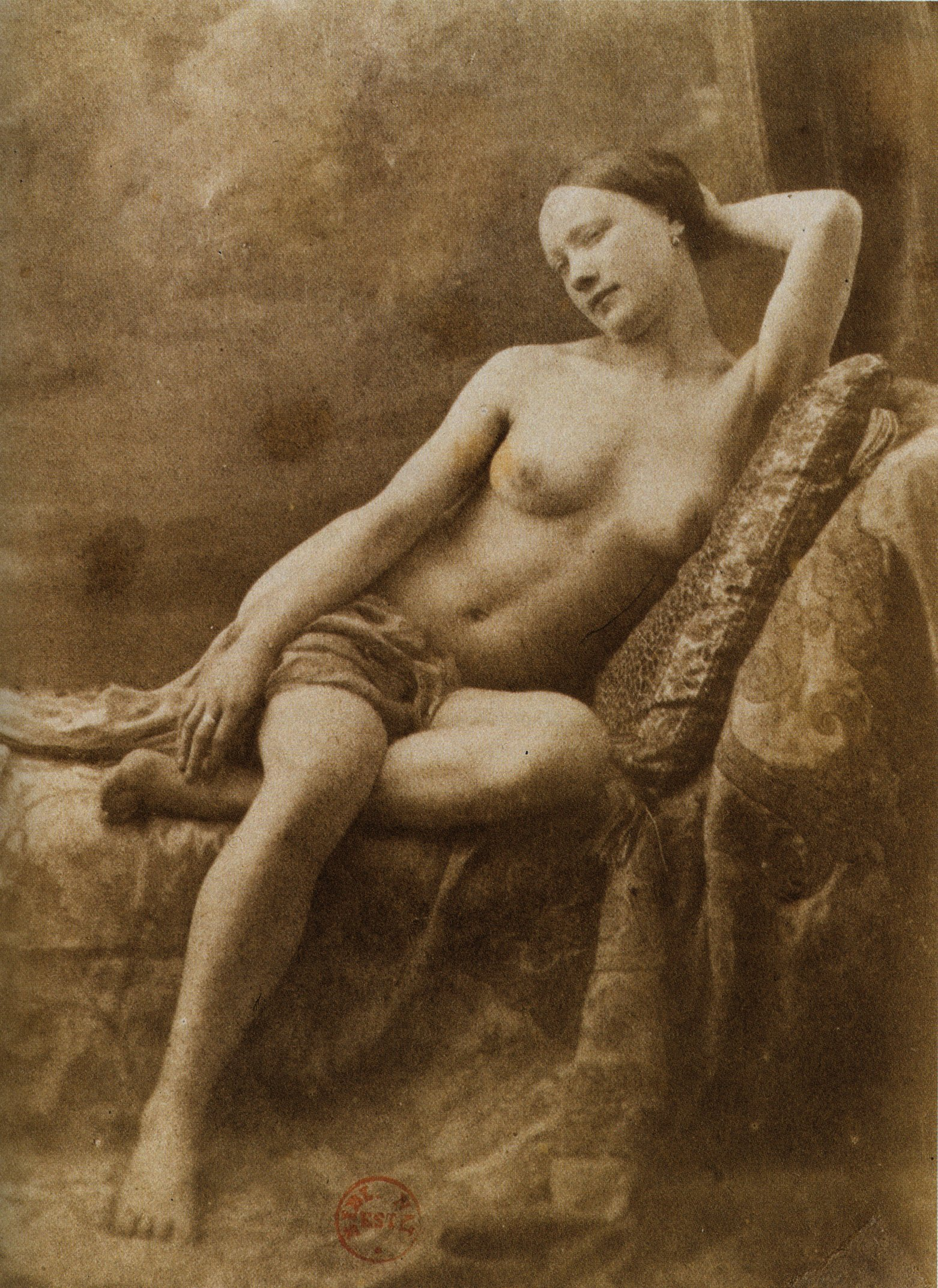
Fotografie Jeana Louise Marie Eugèna Durieu, část série dělané společně s Eugènem Delacroix
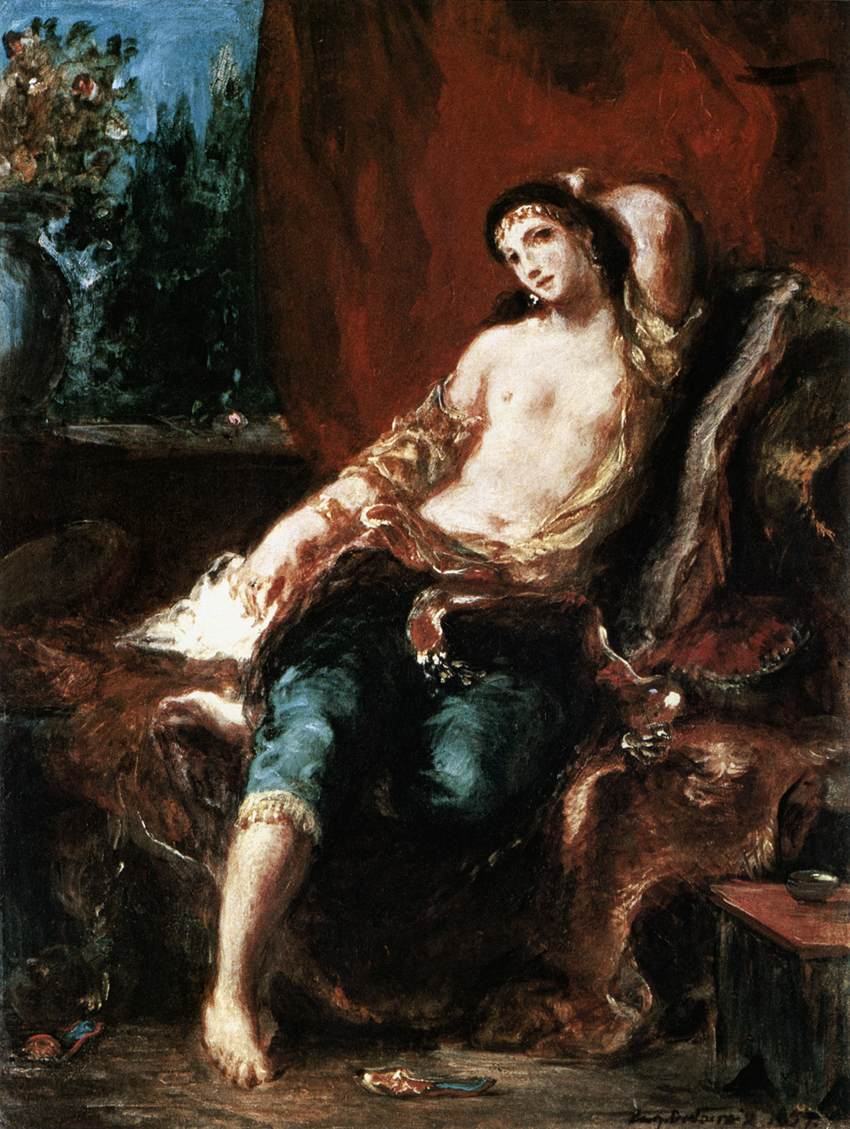
Eugène Delacroix: Odalisque (1857)

Francie
- Eugène Durieu (1800–1874) byl známý především svými průkopnickými fotografiemi aktů mužů a žen. Řadu jeho modelek také maloval Eugène Delacroix, se kterým byli přátelé. Delacroix měl na starost organizaci a kompozici, Durieu technickou realizaci.

- Auguste Belloc (1800–1867)

- Bruno Braquehais (1823–1875) se na počátku své tvorby věnoval především portrétům a snímkům ženských aktů,[2] řadu z nich kolorovala jeho žena Laure. Někteří umělečtí kritici poukázali na to, že mnoho z jeho fotografií je přeplněno „rušivými předměty“ (například Studie aktu s Mélskou Venuší), což způsobuje izolaci modelky.[3] V roce 1852 si Braquehais otevřel vlastní ateliér na Rue de Richelieu v Paříži a v roce 1863 otevřel nové studio s názvem Paris Photography na Boulevard des Italiens. Jeho díla byla v roce 1864 vystavena na Société française de photographie a také na Světové výstavě v roce 1867.[3]

- Jules Richard (1848–1930) byl fotograf a výrobce zařízení pro stereofotografii a vědecké nástroje, ale pořizoval také snímky ženských aktů. Pořídil sérii fotografií aktů Dans l'Atrium, z nichž 17 z nich vystavila v roce 2008 galerie Past to Present[4]. Tyto fotografie byly dlouho mylně připisovány Louisi Amédéemu Mantemu a Edmondu Goldschmidtovi, ale dnes víme, že je pořídil sám Jules Richard v atriu, který sám postavil.

- Jean Agélou (1878–1921)

- Louis-Camille d'Olivier (1827–1870)

- Robert Demachy (1859–1936) pocházel z bohaté rodiny francouzského bankéře.

- Léopold-Émile Reutlinger (1863–1937) zdědil dobře postavenou klientelu a zapracované fotografické studio, produkoval velké množství obrazů umělců, hereček nebo divadelních hvězd. Své kabinetní fotografie označoval na horním okraji nápisem REUTLINGER a podpisem na rubové straně. Jeho fotografie se často objevovaly v publikacích a vydával také pohlednice, které ručně koloroval.[5]

- Paul Bergon (1863–1912) byl jedním z prvních piktorialistických autorů, kteří propagovali barevné fotografie aktů.

- René Le Bègue (1857–1914) fotografoval ženské postavy a akty, byl příznivcem piktorialismu.

- Félix-Jacques Moulin V roce 1849 otevřel fotograf Moulin vlastní obchod na Faubourg-Montmartre v Paříži a začal pořizovat daguerrotypie mladých dívek ve věku od 14. do 16. let. V roce 1851 byly Moulinovi jeho práce zabaveny a on byl odsouzen na jeden měsíc vězení za „obscénní“ charakter jeho snímků – „tak obscénních, že i vyslovení jejich titulů (…) by bylo spáchání obscénnosti“.[6] Po svém propuštění pokračoval Moulin ve své činnosti více diskrétně. Učil fotografii, prodával fotografické vybavení a měl ve svém obchodě zadní dveře, aby se vyhnul dalším právním problémům…

- Alexandre-Jacques Chantron (1842–1918)

- Lucien Walery (1863–1935)

- Jean-Marie Cañellas

- Marcelin Flandrin (1889 Annaba, Alžírsko – 1957 Casablanca, Maroko) byl francouzský fotograf, autor celé řady aktů s orientální tematikou, které pořídil v Maroku.[7] Podobně také pracovali Charles Naudet nebo v Casablance F. Viala.

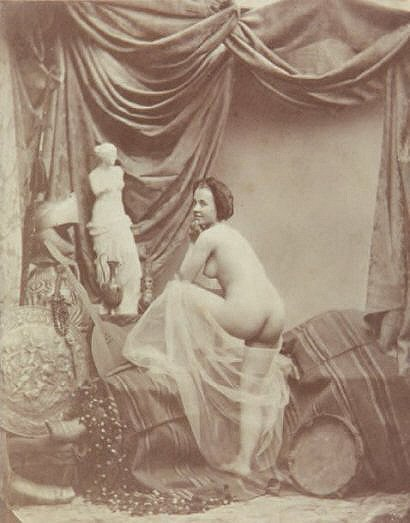
Bruno Braquehais: Studie aktu s Mélskou Venuší, 1853
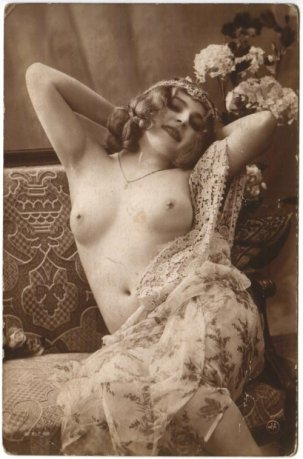
Jean Agélou (1878–1921)
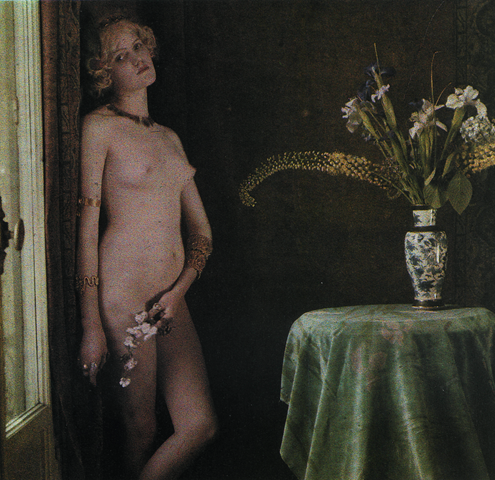
Paul Bergon: Akt, asi 1900
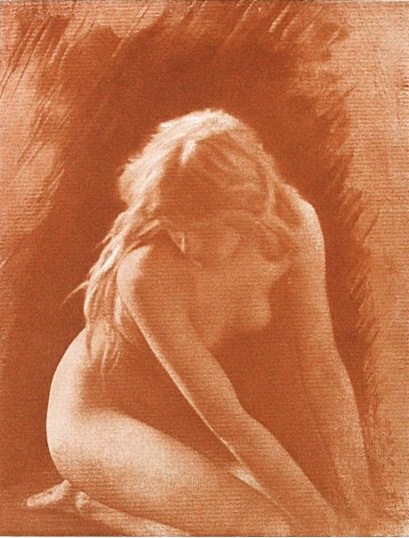
René Le Bègue: Magdeleine
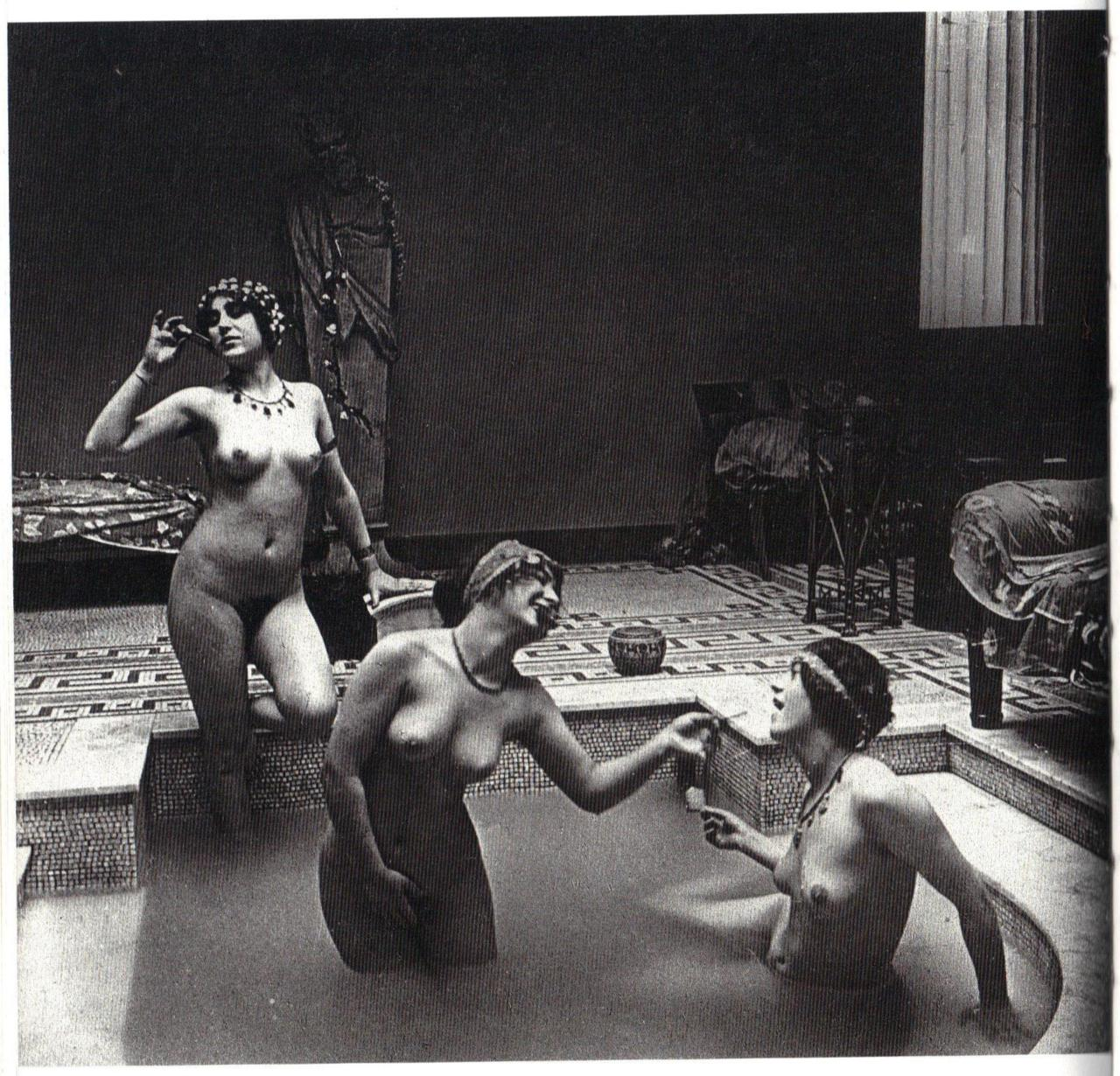
Jules Richard: z cyklu Dans l'Atrium, asi 1912

Německo
- Heinrich Zille (1858–1929) se fotografii věnoval od roku 1890 až do svého opuštění Fotografické společnosti v roce 1907. Nevlastnil fotoaparát, ale zařízení si půjčoval od své firmy, nebo od kolegů v práci. Jeho portréty aktů dokumentují události ve studiu a modely a studenty při jejich práci. Fotografiím, které pořizoval nekladl z uměleckého hlediska velkou důležitost, fotoaparát používal jako „obrázkový poznámkový blok“ pro své grafické studie.

- Andreas Daniel Reiser (1840 Mnichov, Německo – 1898 Helouan Egypt) byl německý fotograf, který pracoval v Rumunsku a v Egyptě. Je autorem mnoha orientálních pohlednic aktů.

- J. André Garrigues (J. Garrigues) byl francouzský fotograf působící aktivně v poslední čtvrtině devatenáctého století v Tunisu. O jeho životě se toho ví jen málo, ale zanechal mnoho kolorovaných pohlednic aktů a snímků s tématem Orientu.

- Wilhelm von Gloeden (1856–1931) proslul studiemi nahých sicilských chlapců ve stylu mytologie starověkého Řecka.

- Rudolf Franz Lehnert (1878–1948), narozený na českém území, spolu s Němcem Ernstem Heinrichem Landrockem (1878–1966) založili fotografickou společnost Lehnert & Landrock, která úspěšně publikovala svá díla z Blízkého východu v Tunisu, Mnichově, Lipsku a Káhiře.

- Guglielmo (Wilhelm) Plüschow

- Artur Nikodem

- Germaine Krull

- Aenne Biermann

- Helmut Newton – německý fotograf, který se proslavil erotickými módními fotografiemi pro časopis Vogue

Rusko
- Nikolaj Sviščev-Paola

USA
- Man Ray – americký malíř, fotograf a tvůrce koláží

- John Ernest Joseph Bellocq (1873–1949)

- Robert Mapplethorpe

- Frank Eugene a členové spolku Fotosecese

- Anne Brigmanová

- Trude Fleischmann (1895–1990) byla rakousko-americká fotografka, která V letech 1913–1916 získala vzdělání na Grafickém ústavu ve Vídni. Po krátké praxi u Madame d’Ora se zdokonalovala v ateliéru Hermanna Schiebertha (1876–1948). Roku 1920 si otevřela vlastní ateliér blízko vídeňské radnice. Rychle se stala jednou z nejžádanějších vídeňských portrétních fotografek. V jejím ateliéru se nechávaly fotografovat četné známé osobnosti ze společnosti, umění či kultury. Vznikaly zde i fotografie tance či akty. Proslavila se akty tanečnice Claire Bauroff, které byly považovány za skandální. Fotografie Fleischmannové vycházely ve všech běžných časopisech, jako například Berliner Illustrirte Zeitung, Die Bühne, Die Dame, Moderne Welt, Wiener Bilder, Wiener Magazin a Wiener Mode. Po připojení Rakouska k Německu se jí v září 1938 podařilo uprchnout s pomocí americké fotografky Marion Post Wolcott, s jejíž sestrou studovala ve Vídni. Nejprve odešla do Paříže, později do Londýna a nakonec do New Yorku. Roku 1940 si otevřela fotostudio na Manhattanu. O dva roky později obdržela americké občanství a i ve své nové vlasti fotografovala známé umělce a intelektuály, mezi nimi byli například Richard Coudenhove-Kalergi, Albert Einstein, Otto von Habsburg, Oskar Kokoschka, Lotte Lehmann a Arturo Toscanini. Fotografii se věnovala až do roku 1969.

- Robert Wilson Shufeldt
- Adelaide Hanscomová Leesonová
- Alfred Stieglitz – americký fotograf, publicista a galerista, který prosazoval fotografii jako svébytné umění

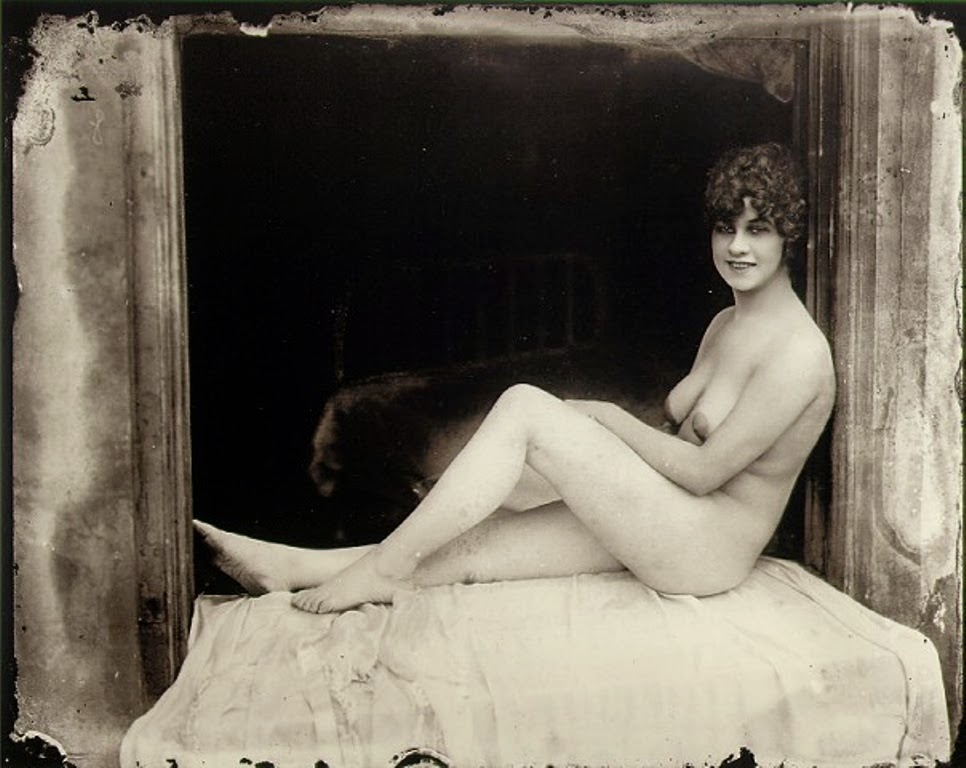
Ernest James Bellocq (1873–1949)
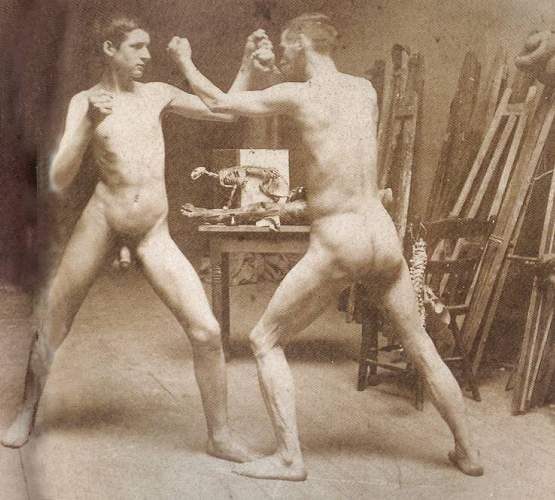
Thomas Eakins (1844–1916)
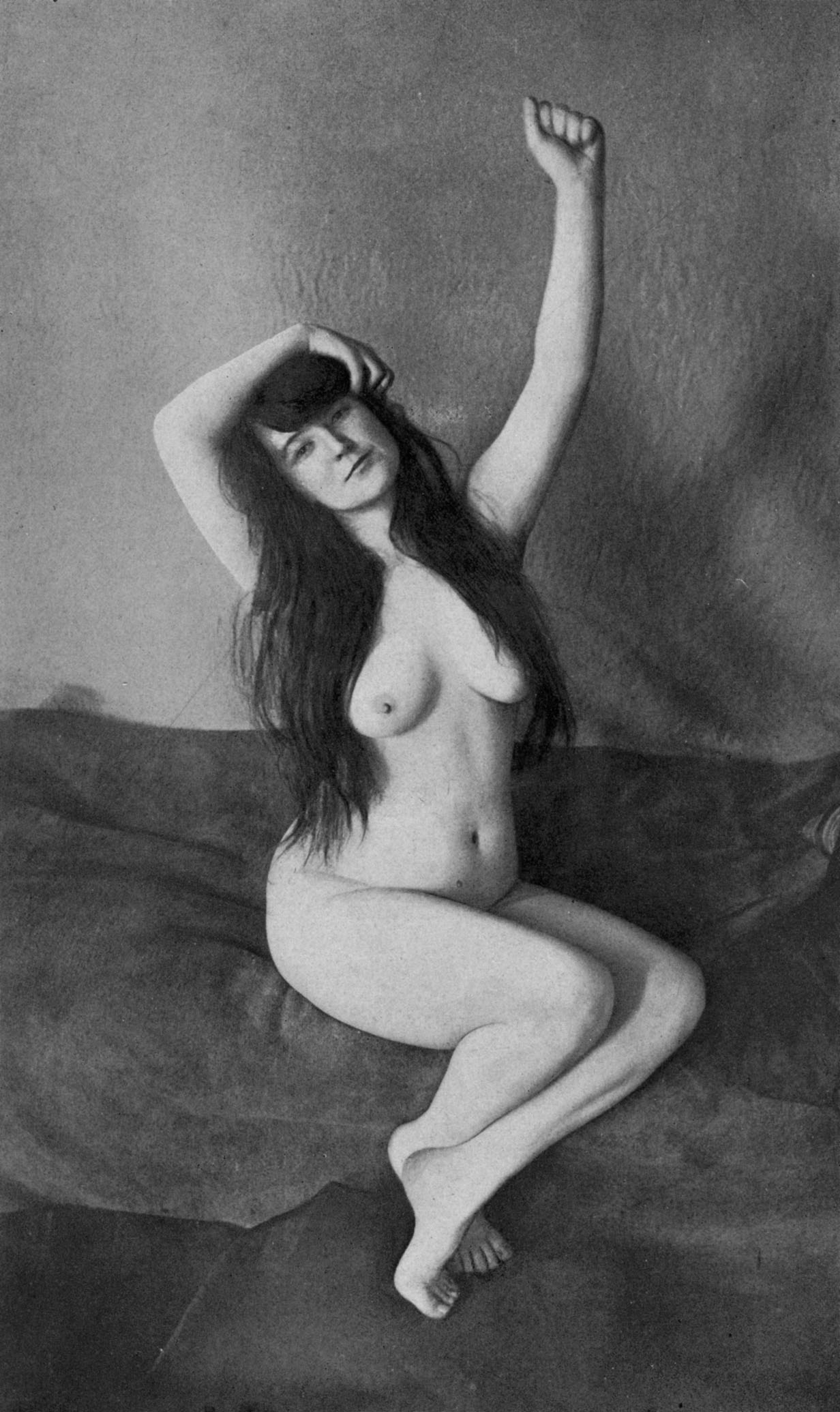
Robert Wilson Shufeldt (1850–1934)
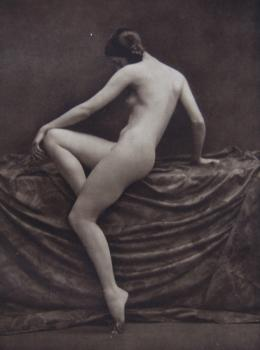
Lucien Waléry (1863–1935)

### 1945–současnost
Německo
- Herbert Tobias (1924–1982) se jako módní fotograf proslavil v padesátých letech. Zvlášť umělecky cenné jsou jeho portréty, ruské snímky z druhé světové války a jeho fotografie mužů s homosexuální tematikou. V roce 1948 se seznámil s civilním zaměstnancem americké armády a zamiloval se do něj. Odešli spolu do Paříže. Ve francouzském hlavním městě potkal Tobias známého německého fotografa Willyho Maywalda, pro kterého pracoval jako retušér, a ten mu poskytl první kontakty do světa módy. Roku 1953 vyšly první Tobiasovy práce v časopisu Vogue. Ve stejném roce vystoupil proti razii v pařížské homosexuální scéně, byl vykázán z Francie a vrátil se do Heidelbergu. Od října 1953 vycházely jeho snímky v německých časopisech a o měsíc později vyhrál mezi 18000 účastníky první místo v soutěži o titulní snímek Frankfurter Illustrierten Zeitung. Přestěhoval se do Berlína a tam se také konala v listopadu 1954 jeho první samostatná výstava. Díky zveřejňování svých snímků v mnoha renomovaných časopisech se stal od roku 1956 známým v německé módní branži. Jeho kontakty do světa módy a filmu vedly v dalších letech ke vzniku mnoha portrétů, např. Hildegard Knef, Zarah Leander, Valeska Gert, Amanda Lear, Klaus Kinski, Tatjana Gsovsky, Jean-Pierre Ponnelle, Andreas Baader. Od roku 1960 se stále obtížněji podřizoval disciplíně módního světa, a proto vznikalo stále méně prací.

- Henning von Berg (* 1961, Německo) – jeho specialitou jsou charakteristické skupinové portréty naháčů na veřejných místech a výtvarné akty.

- Iris Brosch (* 1964) se ve svých fotografiích žen se soustředí na jejich ženství a sílu. Ženy jsou její hrdinky. Chce se zaměřit na duše a intelekt žen.[8] Ženy zobrazuje v jejich „pevné dokonalosti“.[9]

Rakousko
- Manfred Kielnhofer (* 1967 Rakousko)
- Andreas Bitesnich (* 1964, Rakousko) své portréty a akty komponuje jako sochy, které zobrazuje většinou černobíle. Při fotografování aktů používá dětský olej, který dá kůži mírný lesk. K jeho rukopisu patří i portréty, ve kterých se zaměřuje na tvář modelu.

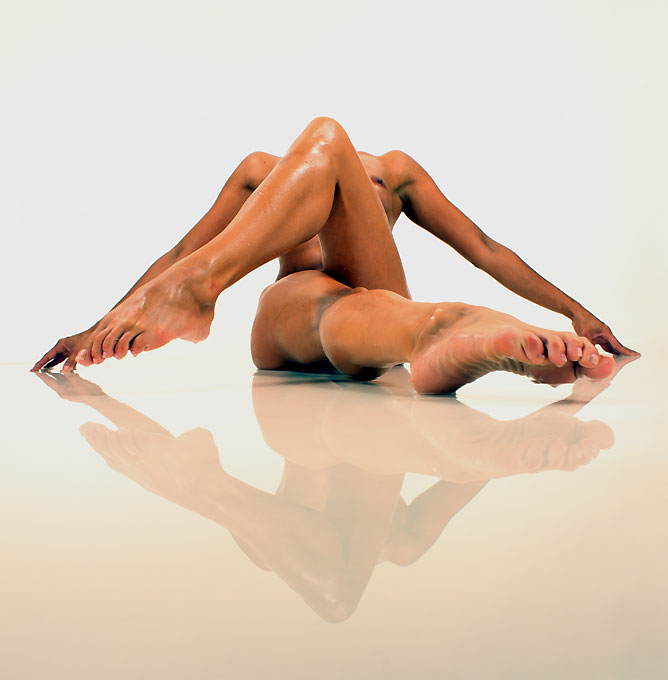
Manfred Kielnhofer: Vodní odrazy

Francie
- Serge de Sazo (1915 – 2012) byl francouzský fotograf ruského původu. V 50. letech jeho snímky tzv. pin-up girls a akty byly pravidelně publikovány ve slavném časopisu Paris-Hollywood a několika poválečných časopisech „lehčího rázu“. Fotografoval také pod vodou.

- Irina Ionesco (1930–2022), rumunsko-francouzská fotografka erotické obrázky bohatě oblečených žen provokativně pózujících, a také její dcery Evy

- Bettina Rheims (* 1952, Francie)

- Lucien Clergue (1934–2014) francouzský fotograf

- Jeanloup Sieff (1933–2000) francouzský fotograf

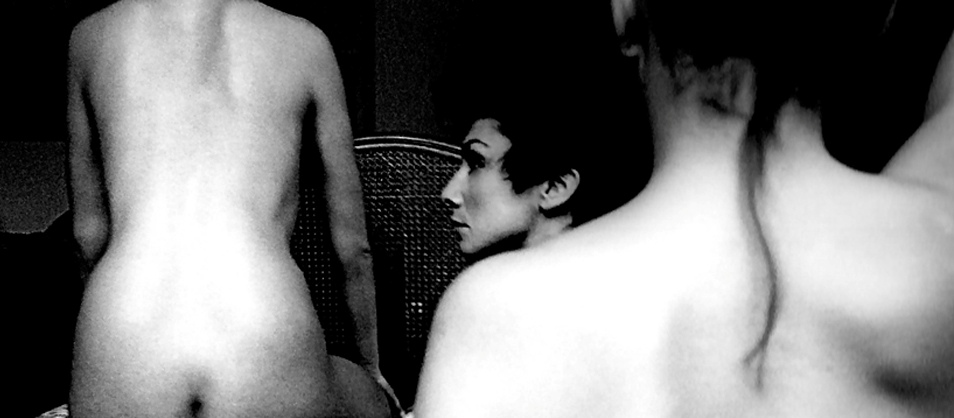
Augusto De Luca: Nudes, 1980

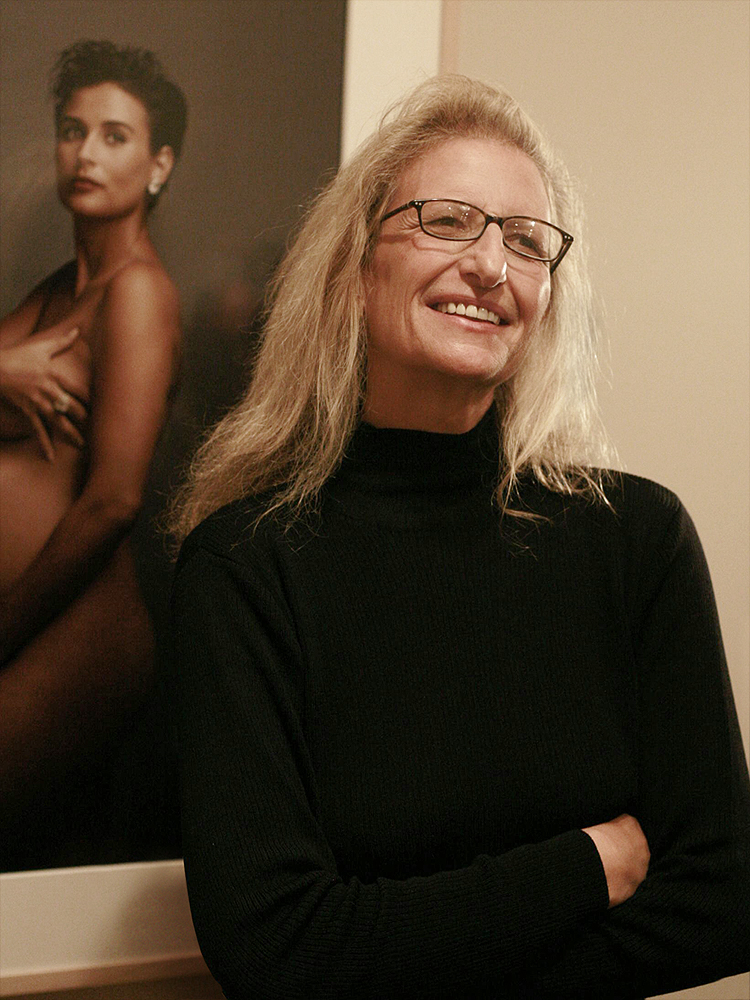
Leibovitz před slavným snímkem More Demi Moore pro časopis Vanity Fair, 2008

Velká Británie
- Peter Dazeley (* 1948 Velká Británie)

Itálie
- Augusto De Luca (* 1955 Itálie)

USA
- Annie Leibovitz (* 1947, USA) Dne 8. prosince 1980 vyslal Rolling Stone Annie Leibovitzovou nafotografovat materiál pro titulní stranu nového čísla. Šlo o portrét Johna Lennona a Yoko Ono, kteří v té době vydali nové album.[10] Leibovitz si představovala, že budou oba pózovat nazí. S tím Lennon souhlasil, Yoko se však svléknout odmítla. A tak vznikla jedna z nejslavnějších fotografií Annie Leibovitz, která v roce 2005 získala ocenění za „nejlepší obal časopisu za posledních 40 let“. Portrét zachycuje nahého Lennona, který se tiskne k oblečené Yoko jako mládě savce ke své matce, zatímco Yoko se tváří poněkud chladně. Podle samotného Lennona fotografie přesně vystihuje vztah mezi ním a Yoko Ono. Shodou okolností to byl poslední oficiální portrét Johna Lennona, protože ještě téhož dne byl zastřelen. Tento snímek byl v pozdějších letech řadou umělců parodován. Mezi nejslavnější portréty z tohoto období patří Whoopi Goldbergová ve vaně naplněné mlékem, nebo fotografie těhotné Demi Moore s názvem More Demi Moore (Více Demi Moore), která v roce 2005 získala cenu za druhý nejlepší obal časopisu za posledních 40 let.

- Emy Kat (1959, USA)

- Terry Richardson (nar. 1965)

- Spencer Tunick (* 1967 USA) je umělec známý svými instalacemi, při kterých pracuje s velkým počtem nahých lidí pózujících ve městech nebo v krajině.

- Jock Sturges (* 1947) americký fotograf, naturismus

- Sally Mann (* 1951, USA) je známá svými velkými černobílými fotografiemi svých dětí. Její cyklus At Twelve: Portraits of Young Women (Ve dvanácti: Portréty mladých žen) publikovaný v roce 1988, způsobil kontroverzní diskuse. Snímky „zachycovaly emoce a identitu dospívajících dívek…“[11]

- Ted Preuss

Kanada
- Yuri Dojc (* 1946) je slovensko-kanadský umělecký fotograf, jehož práce zahrnují kromě jiných černobílé akty, portréty kanadských veteránů z období 2. světové války a projekty American Dreams, Marble Woman nebo Last Folio.[12]

- Nathalie Daoustová (1977 Montreal) je kanadská fotografka, která se ve své tvorbě zajímá o nejintimnější a nejtemnější aspekty ženské sexuality a jejich projevy, odstraňování genderových stereotypů a omezení pohlavní zaujatosti. Její práce si pohrává s dynamikou veřejného a soukromého, zaměřuje se na témata na veřejnosti silně regulovaná, na nejhlubší cenzurované lidské emoce a touhy.

Japonsko
- Nobujoši Araki – současný japonský fotograf erotických až pornografických děl
- Kišin Šinojama (* 1940, Japonsko)

Austrálie
- Sam Haskins (1926–2009 Austrálie)

Ostatní
- Ioan Mihai Cochinescu (Rumunsko)
- Petter Hegre (* 1969, Norsko)
- Jean Geiser (asi 1848 – asi 1923) byl švýcarský fotograf působící v Alžírsku, Maroku a Tunisku, kde pořídil mnoho aktů s orientální tematikou používaných jako pohlednice.

Nezařazení
- Dominik Alterio
- David Bailey
- Gilles Berquet
- Jacques Bourboulon
- David Hamilton
- Lotte Herrlich
- Thomas Karsten
- Richard Kern
- Eric Kroll
- Dianora Niccolini
- Gerhard Riebicke
- Johannes Kornfeld
- Karin Székessyová

## České země
- Rudolf Koppitz (1884–1936) – rakouský fotograf českého původu

- František Drtikol (1883–1961) – fotograf se proslavil akty ve stylu pozdní secese, později ovlivněné kubisticko-futuristickými prvky, a svou duchovní praxí východních učení, především buddhismu

- Miroslav Hák (1911–1978) byl meziválečným českým fotografem, členem sdružení umělců Skupiny 42, postavou v dějinách české avantgardy a moderní fotografie.

- Karel Ludwig (1919-1977) 1941–1942 byl zaměstnán u tiskové služby Národního divadla, v období 1943–1948 pracoval jako vedoucí fotooddělení Lucernafilmu. Jeho fotografie aktů jsou ve sbírce Moravské galerie v Brně.[13]

### 1945 – současnost

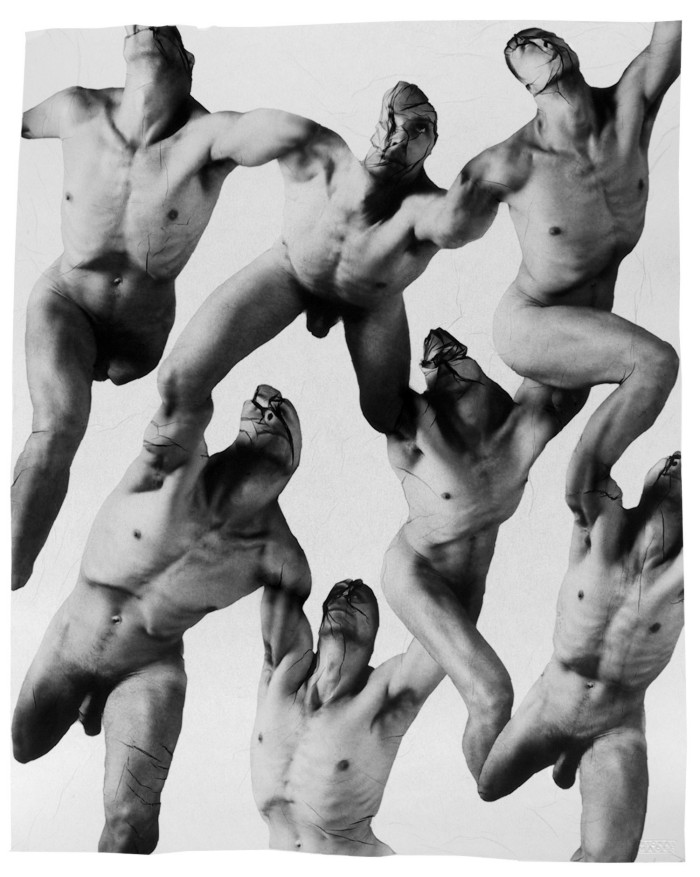
Michal Macků: Geláž č. 51, 1993

- Ján Šmok (1921–1997) – fotograf, teoretik fotografie a vysokoškolský pedagog, který psal knihy o fotografování lidského těla.

- Milan Borovička (1925-2011) Od 70. let se věnoval téměř výhradně ženským portrétům a aktům.

- Miloslav Stibor (1927-2011) patřil mezi nejvýznamnější české fotografy lidského těla. V letech 1968–1969 realizoval cyklus 15 fotografií pro Henryho Millera, které se svou erotičností výrazně odlišovaly od tehdejší hlavní linie českého fotografického aktu.

- Jan Saudek (* 1935) se věnuje ateliérové černobílé kolorované fotografii s typickým rukopisem.

- Zdeněk Lhoták (1949) se ve své volné fotografické tvorbě zaměřuje na lidské tělo formou autoportrétů v černobílé i barevné škále. Jeho fotografie relativizují pojmy krásy a ošklivosti i ženské a mužské symboliky. V jeho instalacích lze najít humor, parodii i ironickou sebereflexi. Ve svém neuzavřeném cyklu „Autoportrétů“ se od roku 1989 ve stále jednodušší formě, zabývá detaily vlastního těla, které se od roku 2000 posunuly z černobílé do barevné škály. V rámci tohoto cyklu v poslední době instaluje do reálných interiérů fotografie figur v životní velikosti adjustované na plechu. Snímky jsou výtvarně stylizované a jejich znakem je abstraktnost, často není zřejmé, o jakou část těla se jedná.[14]

- Robert Vano (* 1948) je fotograf slovenského původu, věnující se mj. mužskému aktu.

- Tono Stano(* 1960) – fotograf slovenského původu, představitel tzv. Slovenské nové vlny.

- Vasil Stanko (* 1962)

- Michal Macků (* 1963) je známý svojí technikou geláží, kterou aplikuje na „portréty těla“.

- Gabriela Fárová (* 1963) fotografuje černobíle na film středního a velkého formátu především akty a portréty.[15][16]

- Tereza z Davle (* 1975) fotografuje profesionálně portréty a akty, zpravidla černobíle, na klasický film.[17][18]

- Jiří Růžek (* 1967) vstoupil ve známost hlavně po úspěchu fotografie České středohoří (znázorňující ženský klín) v roce 2009.

- Patrik Jandak (* 1977) po přestěhování do Kanady v dubnu 2005 se jeho žánr fotografií přesunul z dokumentů na studiové snímky a fotografie aktů.

- Antonín Tesař (* 1963) se ve své tvorbě inspiruje tématy z mytologie, náboženství nebo díly starých mistrů. Jeho snímky jsou na první pohled barevné a záměrně využívají prvoplánové, jednoduché estetiky popkultury, to však často vzápětí přebíjí nečekaným absurdním detailem nebo šokujícím spojením.

- Ján Hronský

- Adolf Zika (* 1972)

- Pavel Brunclík, Taras Kuščynskyj, Pavel Mára, Jan Pohribný, Sára Saudková, Petra Skoupilová, Petr Šálek, Miloš Vojíř[19]

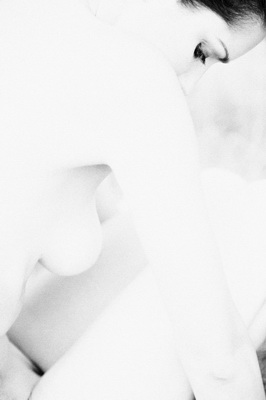
Adolf Zika: White dove, high key, 2010
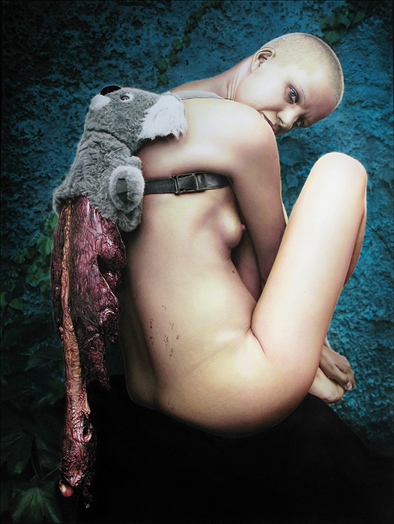
Antonín Tesař: Koala, 2011
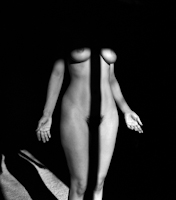
Patrik Jandák: Here comes the sun, LA, USA
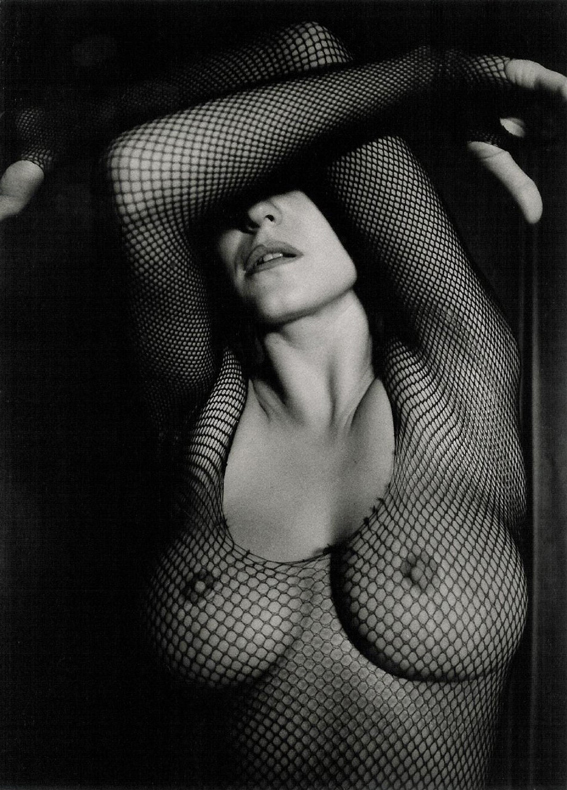
Tereza z Davle: Peggy
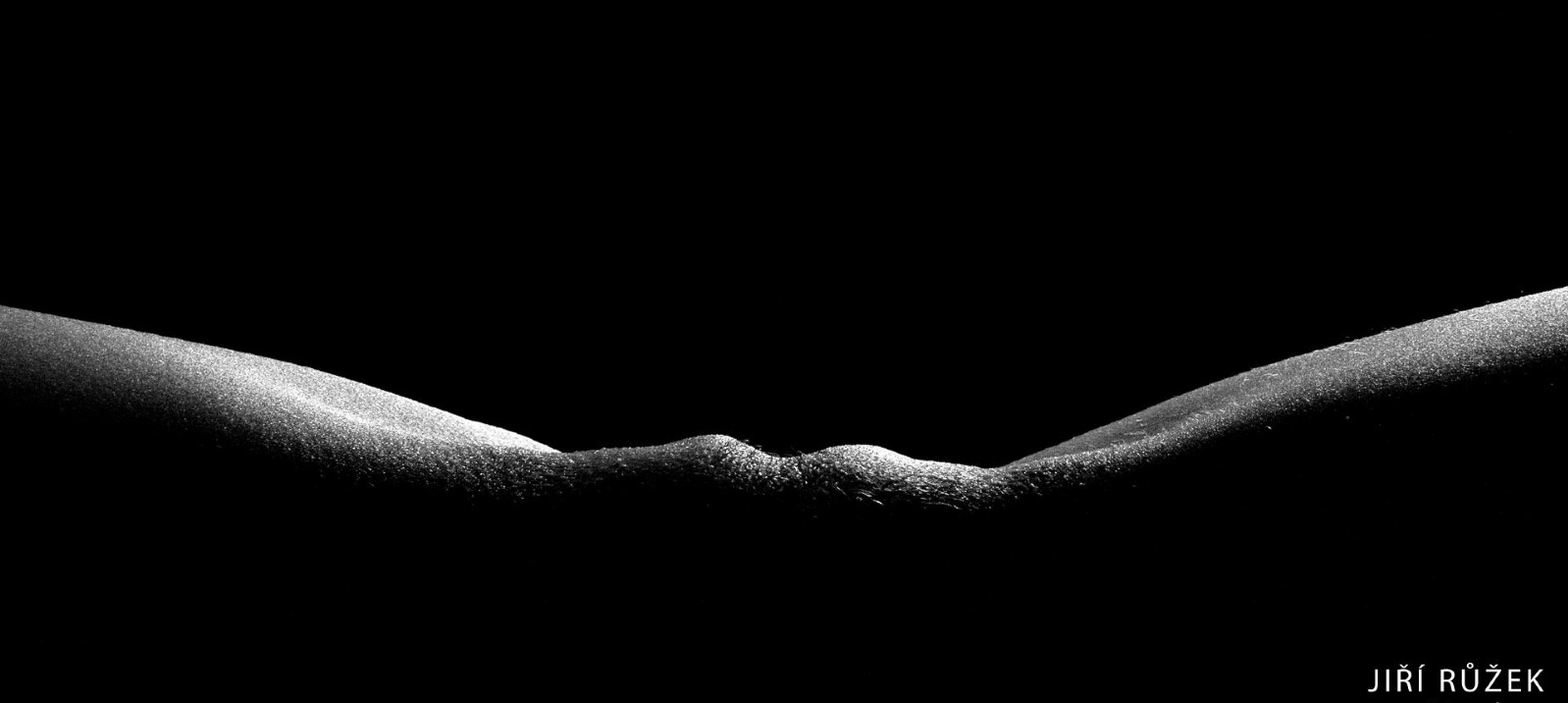
Jiří Růžek: České středohoří, 2006, fotografie získala první místo v soutěži Akty X 2009 časopisu Reflex

## Rozdělení fotografie aktu
Zobrazení nahého těla můžeme rozdělit takto:
1. Zobrazení informativní:
  - nejrůznější formy dokumentace nahého těla
2. Zobrazení emotivní:
  1. orientace na čistou estetickou relaci, resp. eroticko-estetickou s přechodem k reakci na kvalitu zobrazení — vlastní akt, který sex vylučuje nebo potlačuje.
  2. erotické zobrazení – erotizující zobrazení vnímá sexualitu v kombinaci s výrazným výtvarným řešením
  3. výrazná sexuální orientace — pornografie, pornografické zobrazení sleduje jen sexualitu bez přihlédnutí k jiným, například výtvarným aspektům.

## Etika
Zobrazování nahého těla nemá jen výtvarnou problematiku, ale také právní podle trestního zákona (viz model release).
- Před začátkem práce si ujasnit postavení modelu, do jaké míry je možné použít tvář a do jaké míry bude model souhlasit se zveřejněním.
- O každém hotovém snímku, který se má zveřejnit, je potřeba se s modelem výslovně dohodnout. Bez souhlasu modelu nikdy nic nezveřejňovat.
- Nikdy nepracovat s modelem mladším než 18 let.
- Jasně se dohodnout na eventuální odměně.

## Technika a kompozice
- Použití dětského oleje dodá kůži mírný lesk.

## Boudoir
Boudoir označuje fotografický styl s boudoirem (ve smyslu nábytku a/nebo místnosti) v záběru snímku. Charakteristikou tohoto stylu, který může být na pomezí mezi styly glamour či fashion, je snaha vystihnout intimitu a bezprostřednost u modelky (muži a páry jsou méně časté) v jejím soukromí, modelka je často na snímku zastižena při převlékání nebo ve spodním prádle, většinou bez explicitní nahoty.
Mezi často fotografované modelky patřily během 20. a 30. let 20. století například herečky Kathleen Meyers, Clara Bow, Mae West či Jean Harlowová.

## Galerie

### Ženský akt

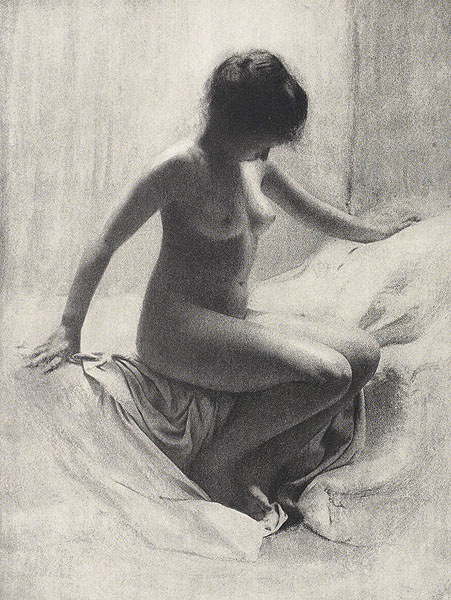
Robert Demachy (1859–1936), Study, 1906
Eadweard Muybridge (1830–1904): Žena scházející po schodech, studie pohybu, 1887
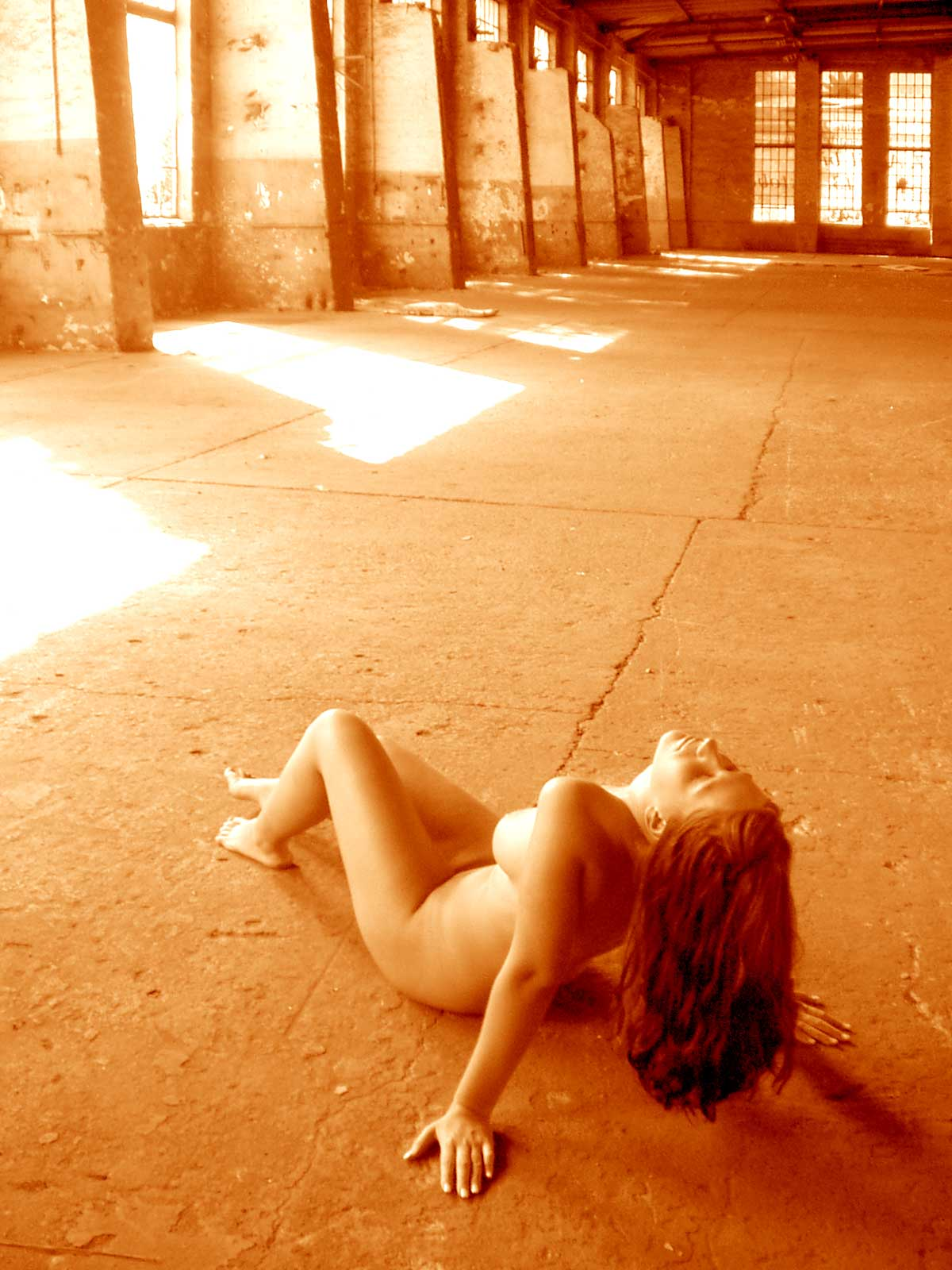
Ženský akt v továrně
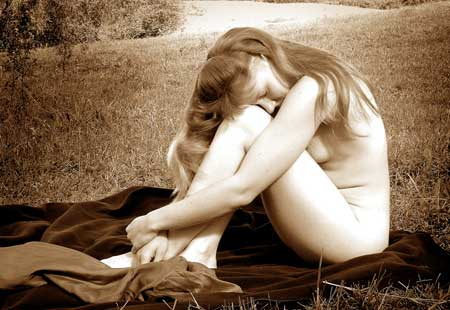
Akt v exteriéru
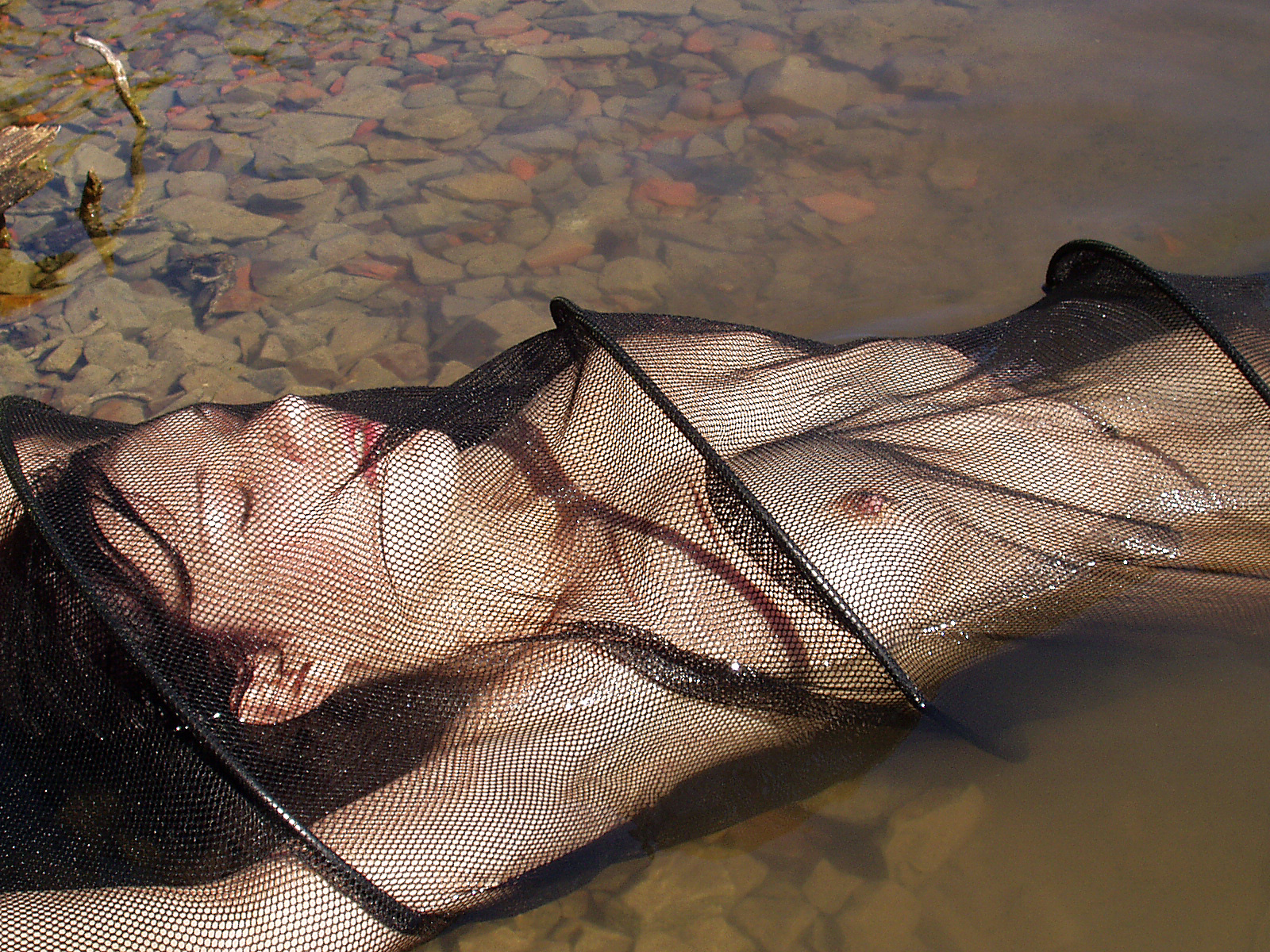
Detail
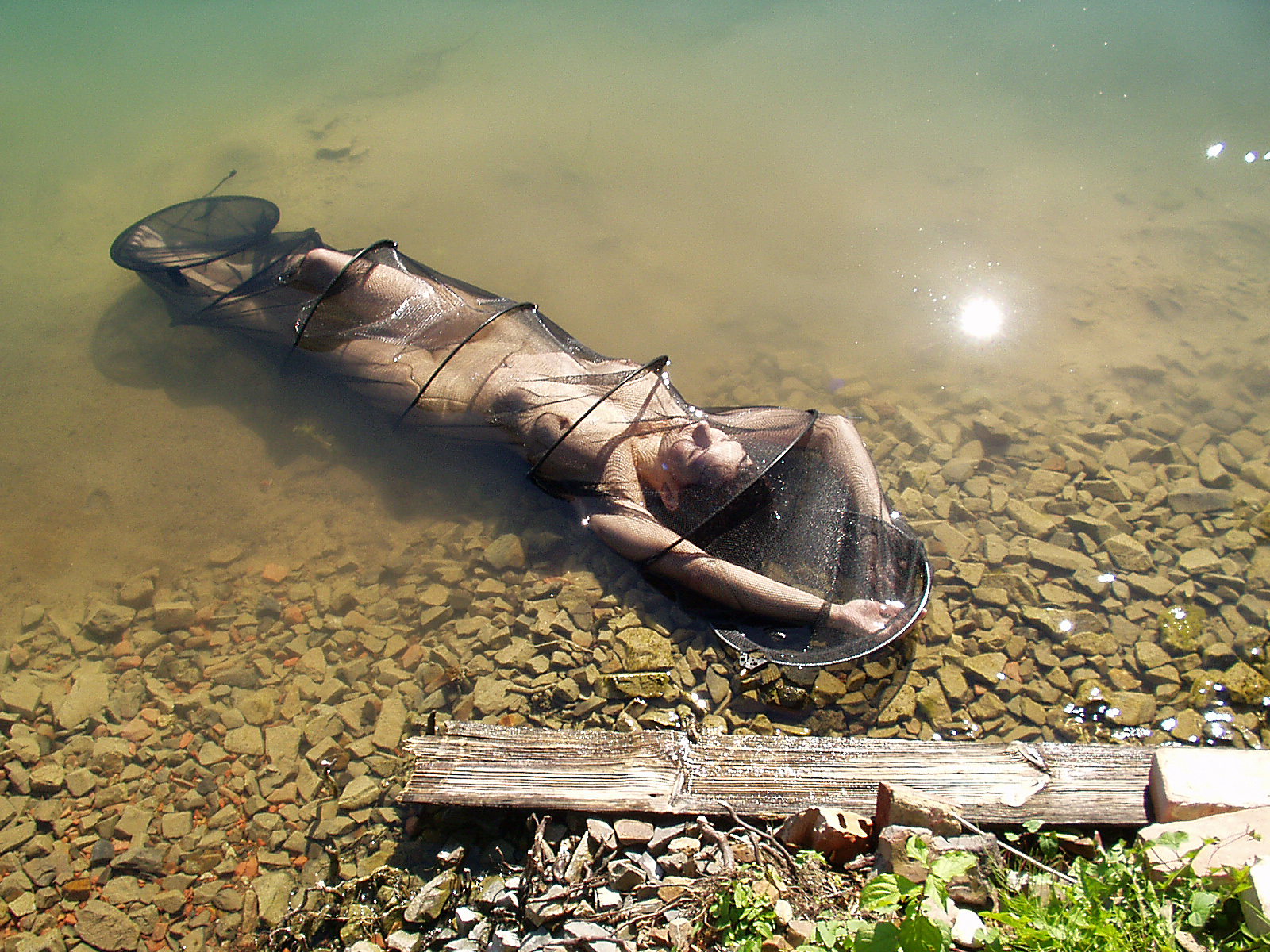
V protisvětle
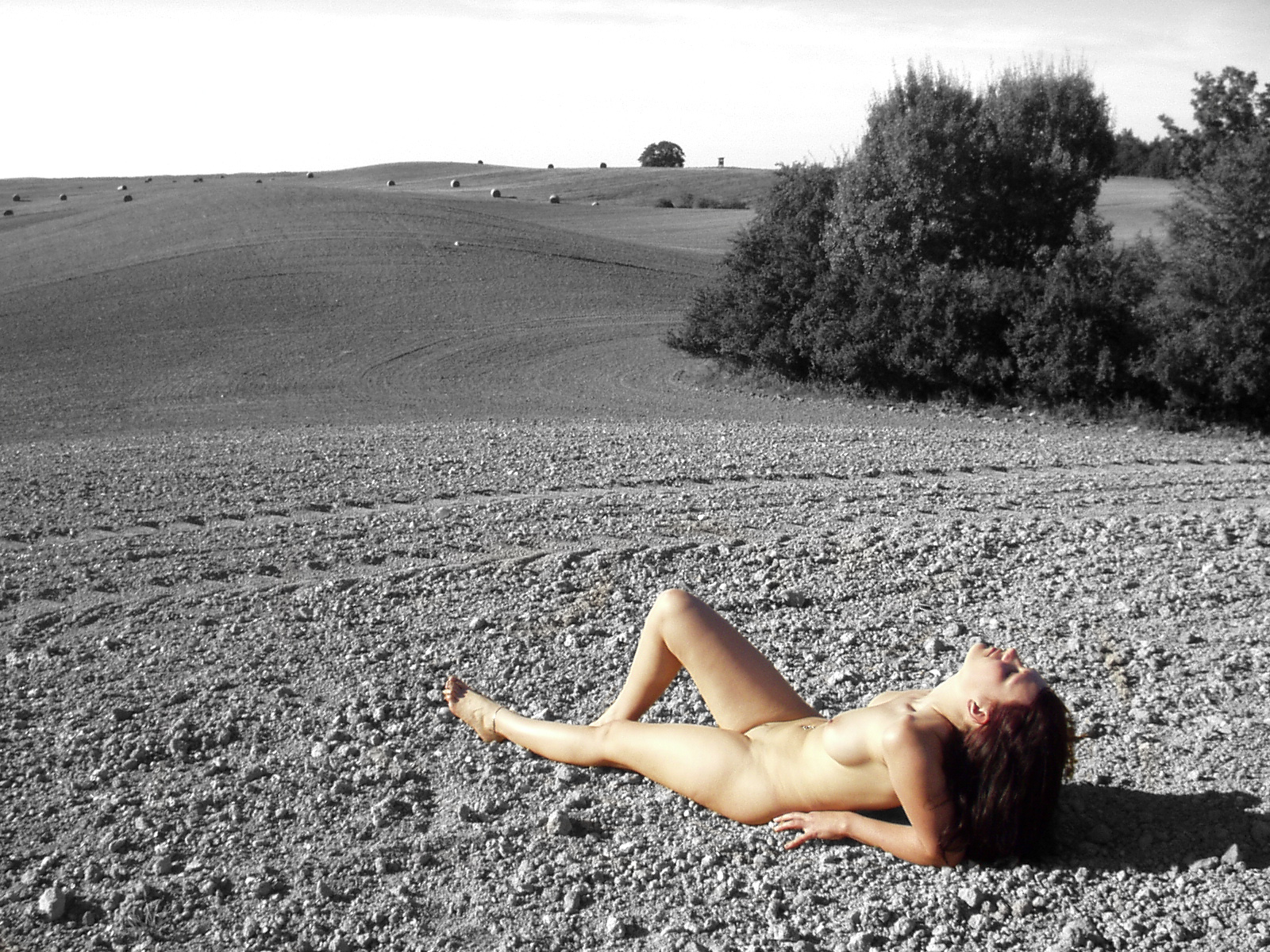
Ostré boční světlo vrhá stín
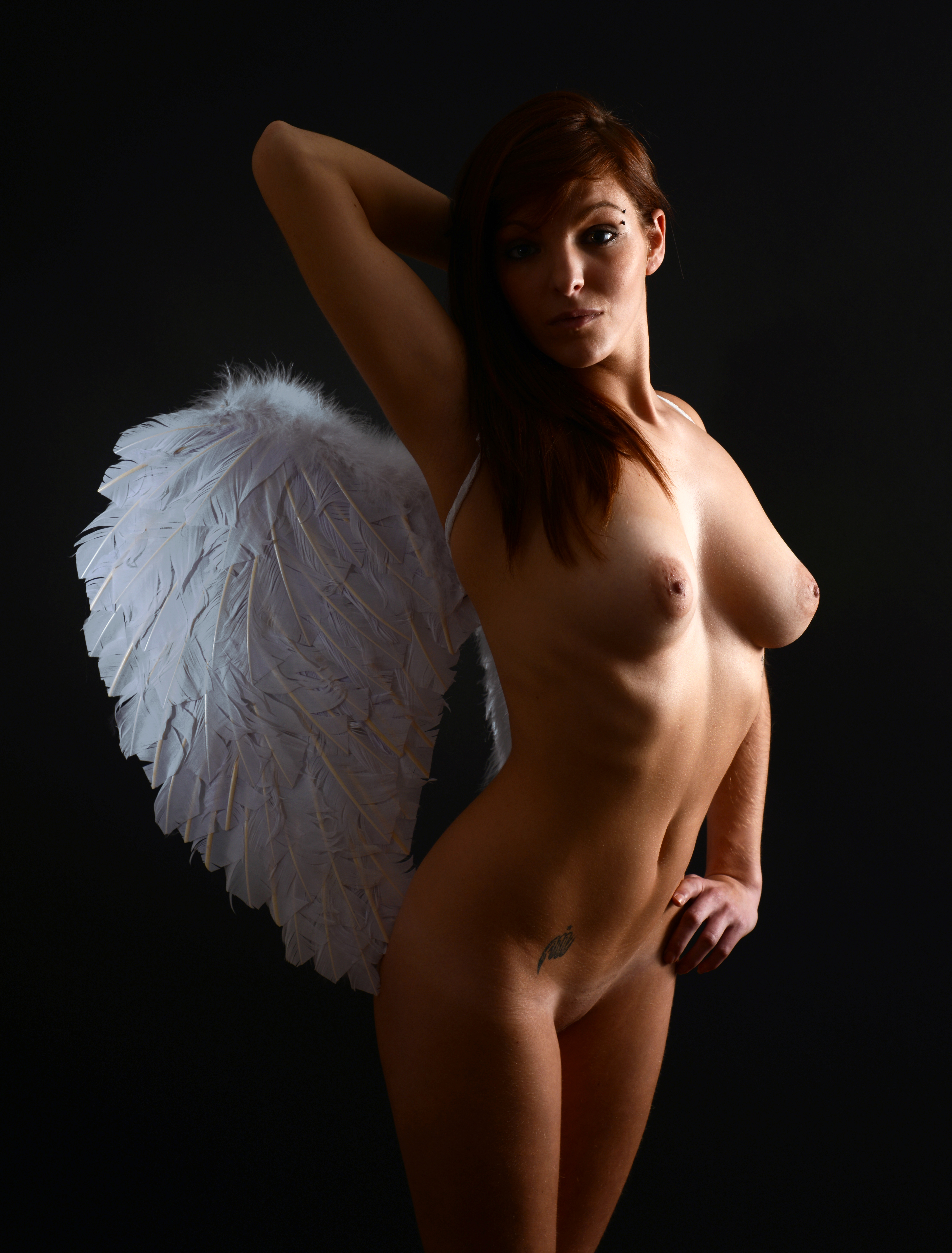
Angel Wings Jean-Christophe Destailleur (Francie 2011)

### Mužský akt

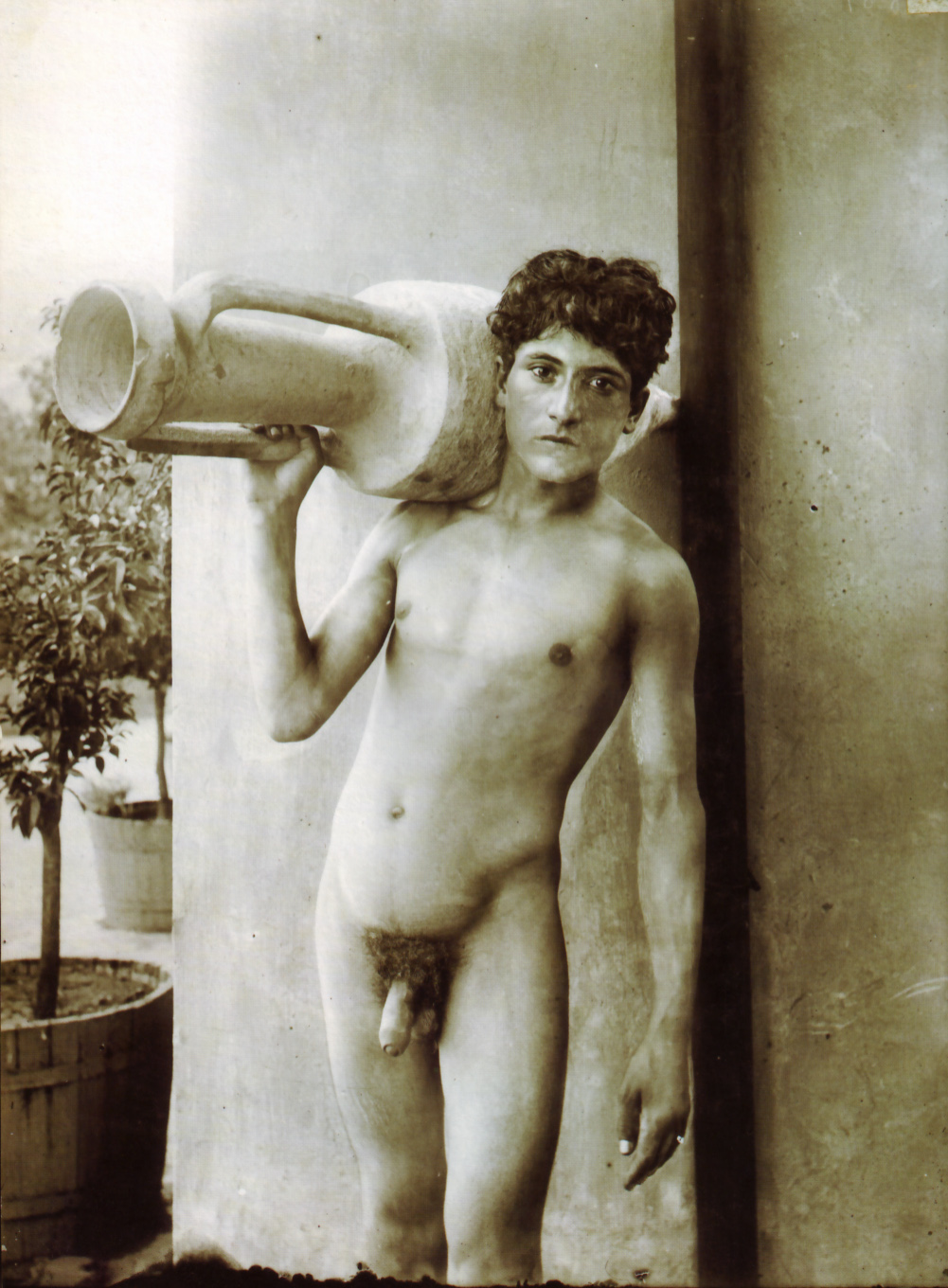
Mužský akt s amforou, Wilhelm von Gloeden, okolo 1900
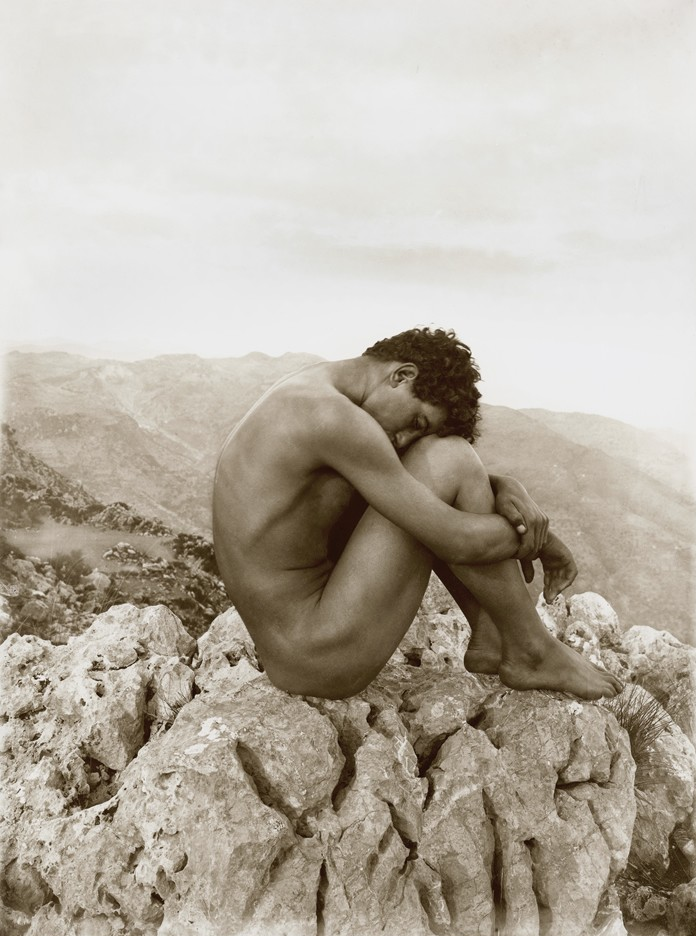
Wilhelm von Gloeden, Akt podobný snímku Jüngling am Meeresufer od Hippolyta Flandrina
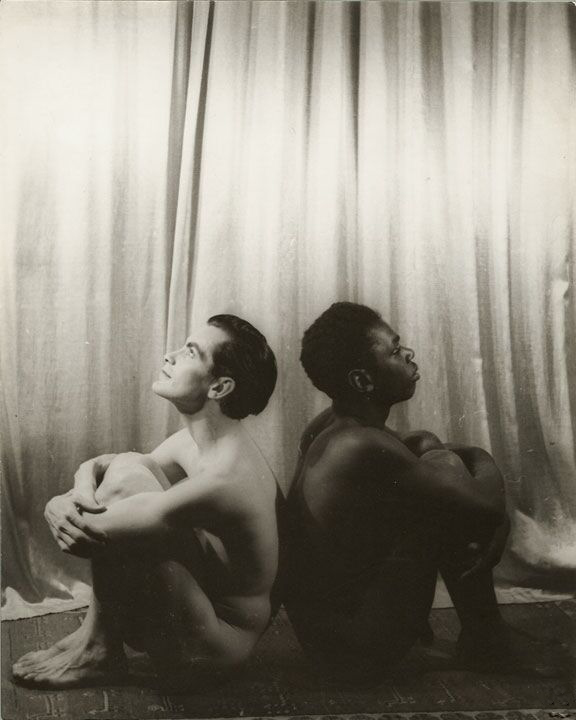
Carl Van Vechten, Akt představující černého a bílého muže
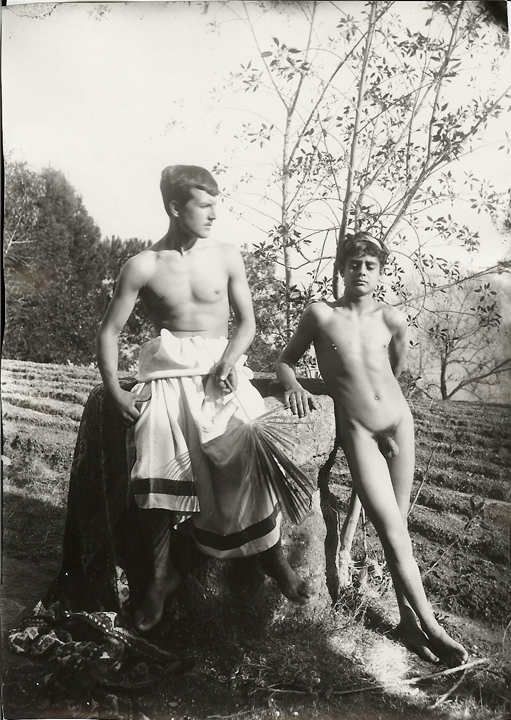
Wilhelm Plüschow, akt cca 1895